# Кели (Житковичский район)
Кели (бел. Келі) — деревня в Рудненском сельсовете Житковичского района Гомельской области Беларуси.
На востоке граничит с лесом.

## География

### Расположение
В 10 км на восток от районного центра и железнодорожной станции Житковичи (на линии Лунинец — Калинковичи), 232 км от Гомеля.

## Гидрография
На западе Найда-Белёвский канал.

## Транспортная сеть
Транспортные связи по просёлочной, затем автомобильной дороге Лунинец — Калинковичи. Планировка состоит из прямолинейной меридиональной улицы, застроенной односторонне, редко расположеными деревянными усадьбами.

## История
Согласно письменным источникам известна с XIX века как хутор в Житковичской волости Мозырского уезда Минской губернии. В 1932 году жители вступили в колхоз. Во время Великой Отечественной войны 4 жителейе погибли на фронте. Согласно переписи 1959 года в составе совхоза «Житковичи» (центр — посёлок Гребенёвский).

## Население

### Численность
- 2004 год — 7 хозяйств, 12 жителей.

### Динамика
- 1897 год — 26 жителей (согласно переписи).
- 1908 год — 5 дворов.
- 1917 год — 36 жителей.
- 1959 год — 94 жителя (согласно переписи).
- 2004 год — 7 хозяйств, 12 жителей.